# Sieblöffel (Archäologie)

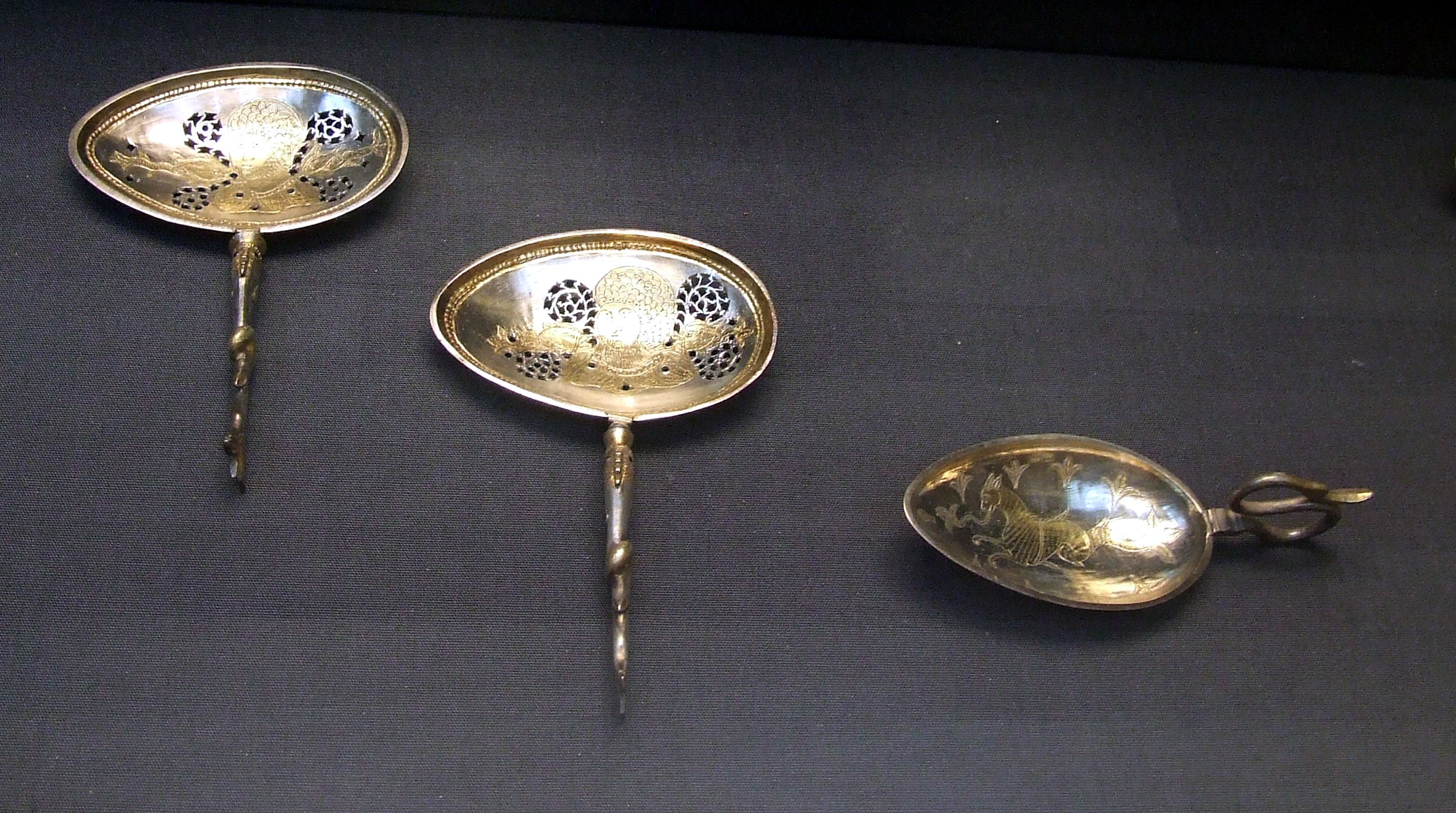
Links: Paar silberner Sieblöffel mit seitlichem Griff aus dem Depotfund von Hoxne

Als Sieblöffel, auch Weinsiebchen, wird in der Archäologie ein Utensil zum Reinigen des gewürzten Weins bei der Tafel bezeichnet. Ein Sieblöffel (lat. colatorium) unterscheidet sich von einem anderen Löffel durch eine Perforation der Löffelschale (Laffe). Durch die Löcher kann der Wein ins Trinkgefäß fließen, die Gewürze bleiben in der Laffe zurück. In einigen Fällen bilden die Löcher ein Muster.

## Vorkommen
Die meisten Sieblöffel stammen aus spätrömischen Depotfunden sowie als Grabbeigabe aus reichen frühmittelalterlichen Frauengräbern. Die unterschiedlichen Fundgattungen weisen auf eine gewandelte Verwendung hin. In der Antike sind Sieblöffel von den Besitzern oder von Mundschenken verwendet worden. Im Frühmittelalter hat dann die Hausherrin in reichen Haushalten den Gästen den Wein bereitet. Ein Sieblöffel in einem Frauengrab weist als Abzeichen auf diese gehobene soziale Stellung der Verstorbenen hin. Nach römischer Sitte waren diese Weinsiebchen oft am Toilettebesteck angehängt und mit Ohrlöffel und Zahnstocher an einem Ring verbunden. Das Würzen des Weins kam anscheinend erst durch dessen nachlassende Qualität zustande.
Zu den sakralen Gerätschaften der christlichen Liturgie zählten Sieblöffel genannt – bereits im 6. Jahrhundert und werden auch heute noch verwendet, um in den Abendmahlskelch gefallene Fremdkörper (z. B. Korkreste) zu entfernen (vgl. auch die Kelchlöffel).